# ペガサスジャンプステークス
ペガサスジャンプステークスは、日本中央競馬会（JRA）が中山競馬場で施行する中央競馬の競走である。
競走名の「ペガサス」は、ギリシャ神話に登場する有翼の馬。

## 概要
2001年に創設された障害オープンの特別競走で、中山グランドジャンプの前哨戦に位置付けられている。

### 競走条件
以下の内容は、2023年現在のもの。
出走資格：サラ系障害4歳以上
- JRA所属馬
- 外国調教馬（優先出走）

負担重量：別定
- 4歳59kg、5歳以上60kg、牝馬2kg減
  - J・GI競走1着馬および外国馬3kg増、J・GII競走1着馬2kg増

### 賞金
2024年の1着賞金は1650万円で、以下2着660万円、3着410万円、4着250万円、5着165万円。

## 歴代優勝馬
距離のコース種別は、最後の直線コースを走行する際の馬場で記述する。
| 施行日        | 競馬場                                       | 距離                                         | 条件                                         | 調教国・優勝馬                               | 性齢                                         | タイム                                       | 優勝騎手                                     | 管理調教師                                   |
| ------------- | -------------------------------------------- | -------------------------------------------- | -------------------------------------------- | -------------------------------------------- | -------------------------------------------- | -------------------------------------------- | -------------------------------------------- | -------------------------------------------- |
| 2001年3月24日 | 中山                                         | 芝3350m                                      | オープン                                     | ランド                                       | 騸7                                          | 3:43.5                                       | E.ラム                                       | M.ウーレガン                                 |
| 2002年3月23日 | 中山                                         | 芝3350m                                      | オープン                                     | フサイチゴールド                             | 牡6                                          | 3:45.7                                       | 三浦堅治                                     | 杉浦宏昭                                     |
| 2003年3月29日 | 中山                                         | 芝3350m                                      | オープン                                     | ギルデッドエージ                             | 牡6                                          | 3:46.9                                       | R.ロケット                                   | 松元茂樹                                     |
| 2004年3月27日 | 中山                                         | 芝3350m                                      | オープン                                     | エアジューク                                 | 騸6                                          | 3:44.6                                       | 大江原隆                                     | 伊藤正徳                                     |
| 2005年3月26日 | 中山                                         | 芝3350m                                      | オープン                                     | バローネフォンテン                           | 牡5                                          | 3:43.1                                       | 山本康志                                     | 高橋裕                                       |
| 2006年3月25日 | 中山                                         | 芝3350m                                      | オープン                                     | テレジェニック                               | 騸6                                          | 3:43.0                                       | 金子光希                                     | 矢野進                                       |
| 2007年3月24日 | 中山                                         | 芝3350m                                      | オープン                                     | メルシーエイタイム                           | 牡5                                          | 3:44.2                                       | 小坂忠士                                     | 武宏平                                       |
| 2008年3月29日 | 中山                                         | 芝3350m                                      | オープン                                     | テンジンムサシ                               | 牡7                                          | 3:45.7                                       | 浜野谷憲尚                                   | 矢野照正                                     |
| 2009年3月28日 | 中山                                         | 芝3350m                                      | オープン                                     | オープンガーデン                             | 牡5                                          | 3:44.9                                       | 江田勇亮                                     | 郷原洋行                                     |
| 2010年3月27日 | 中山                                         | 芝3350m                                      | オープン                                     | バシケーン                                   | 牡5                                          | 3:44.6                                       | 蓑島靖典                                     | 高橋義博                                     |
| 2011年3月26日 | 東日本大震災に伴う中山競馬中止のため施行せず | 東日本大震災に伴う中山競馬中止のため施行せず | 東日本大震災に伴う中山競馬中止のため施行せず | 東日本大震災に伴う中山競馬中止のため施行せず | 東日本大震災に伴う中山競馬中止のため施行せず | 東日本大震災に伴う中山競馬中止のため施行せず | 東日本大震災に伴う中山競馬中止のため施行せず | 東日本大震災に伴う中山競馬中止のため施行せず |
| 2012年3月24日 | 中山                                         | 芝3350m                                      | オープン                                     | マジェスティバイオ                           | 牡5                                          | 3:51.5                                       | 柴田大知                                     | 田中剛                                       |
| 2013年3月23日 | 中山                                         | 芝3350m                                      | オープン                                     | リキアイクロフネ                             | 牡6                                          | 3:42.8                                       | 金子光希                                     | 田中剛                                       |
| 2014年3月30日 | 中山                                         | 芝3350m                                      | オープン                                     | アポロマーベリック                           | 牡5                                          | 3:49.8                                       | 五十嵐雄祐                                   | 堀井雅広                                     |
| 2015年3月29日 | 中山                                         | 芝3350m                                      | オープン                                     | レッドキングダム                             | 牡6                                          | 3:45.3                                       | 西谷誠                                       | 松永幹夫                                     |
| 2016年3月26日 | 中山                                         | 芝3350m                                      | オープン                                     | ワンダフルワールド                           | 牡5                                          | 3:46.0                                       | 平沢健治                                     | 高橋義忠                                     |
| 2017年3月25日 | 中山                                         | 芝3350m                                      | オープン                                     | メイショウヒデタダ                           | 牡8                                          | 3:42.0                                       | 熊沢重文                                     | 南井克巳                                     |
| 2018年3月24日 | 中山                                         | 芝3350m                                      | オープン                                     | マイネルクロップ                             | 牡8                                          | 3:43.5                                       | 山本康志                                     | 畠山吉宏                                     |
| 2019年3月23日 | 中山                                         | 芝3350m                                      | オープン                                     | マイネルプロンプト                           | 騸7                                          | 3:43.2                                       | 森一馬                                       | 坂口智康                                     |
| 2020年3月20日 | 中山                                         | 芝3350m                                      | オープン                                     | メイショウダッサイ                           | 牡7                                          | 3:42.0                                       | 森一馬                                       | 飯田祐史                                     |
| 2021年3月20日 | 中山                                         | 芝3350m                                      | オープン                                     | マイネルレオーネ                             | 牡9                                          | 3:45.9                                       | 平沢健治                                     | 清水久詞                                     |
| 2022年3月26日 | 中山                                         | 芝3350m                                      | オープン                                     | ビレッジイーグル                             | 牡5                                          | 3:45.7                                       | 大江原圭                                     | 竹内正洋                                     |
| 2023年3月18日 | 中山                                         | 芝3350m                                      | オープン                                     | ビレッジイーグル                             | 牡6                                          | 3:48.3                                       | 大江原圭                                     | 竹内正洋                                     |
| 2024年3月16日 | 中山                                         | 芝3350m                                      | オープン                                     | ビレッジイーグル                             | 牡7                                          | 3:42.6                                       | 大江原圭                                     | 竹内正洋                                     |
| 2025年3月22日 | 中山                                         | 芝3350m                                      | オープン                                     | インプレス                                   | 牡6                                          | 3:45.0                                       | 小牧加矢太                                   | 佐々木晶三                                   |

#### 各回競走結果の出典
- 2015年レース結果 - スポーツナビ　2015年3月29日閲覧
- 2017年レース結果 - スポーツナビ　2017年3月25日閲覧
- 2018年レース結果 - スポーツナビ　2018年3月24日閲覧
- 2019年レース結果 - スポーツナビ　2019年3月23日閲覧
- 2020年レース結果 - スポーツナビ　2020年3月21日閲覧
- 2022年レース結果 - スポーツナビ　2022年3月26日閲覧
- 2025年レース結果 - スポーツナビ　2025年3月22日閲覧
- netkeiba.comより（最終閲覧日：2015年3月29日）
  - 2001年、2002年、2003年、2004年、2005年、2006年、2007年、2008年、2009年、2010年、2012年、2013年、2014年、2016年